# Parasyrphus groenlandica
Parasyrphus groenlandica är en tvåvingeart som först beskrevs av Nielsen 1910.  Parasyrphus groenlandica ingår i släktet buskblomflugor, och familjen blomflugor. Inga underarter finns listade i Catalogue of Life.